# Lista över fornlämningar i Tanums kommun (Svenneby)
Lista över fornlämningar i Tanums kommun (Svenneby) är en förteckning av ett urval av de fornlämningar som finns i Svenneby i Tanums kommun.
| Namn                         | Lämningstyp                 | Tillkomsttid | Historisk indelning | Plats | Läge                 | ID-nr          | Bild                                      |
| ---------------------------- | --------------------------- | ------------ | ------------------- | ----- | -------------------- | -------------- | ----------------------------------------- |
| Svenneby 1:1                 | Hällristning                |              | Svenneby, Bohuslän  |       | 58.541850, 11.322801 | 10160400010001 | Ladda upp en bild av detta fornminne      |
| Svenneby 3:1                 | Hällristning                |              | Svenneby, Bohuslän  |       | 58.542229, 11.314603 | 10160400030001 | Ladda upp en bild av detta fornminne      |
| Svenneby 4:1                 | Hällristning                |              | Svenneby, Bohuslän  |       | 58.542152, 11.313890 | 10160400040001 | Ladda upp en bild av detta fornminne      |
| Svenneby 4:2                 | Hällristning                |              | Svenneby, Bohuslän  |       | 58.542219, 11.313744 | 10160400040002 | Ladda upp en bild av detta fornminne      |
| Svenneby 4:3                 | Hällristning                |              | Svenneby, Bohuslän  |       | 58.542330, 11.313851 | 10160400040003 | Ladda upp en bild av detta fornminne      |
| Svenneby 5:1                 | Hällristning                |              | Svenneby, Bohuslän  |       | 58.541375, 11.309136 | 10160400050001 | Ladda upp en bild av detta fornminne      |
| Svenneby 6:1                 | Hällristning                |              | Svenneby, Bohuslän  |       | 58.533774, 11.306875 | 10160400060001 | Ladda upp en bild av detta fornminne      |
| Svenneby 6:2                 | Hällristning                |              | Svenneby, Bohuslän  |       | 58.533854, 11.306905 | 10160400060002 | Ladda upp en bild av detta fornminne      |
| Svenneby 6:3                 | Hällristning                |              | Svenneby, Bohuslän  |       | 58.534022, 11.306833 | 10160400060003 | Ladda upp en bild av detta fornminne      |
| Svenneby 7:1                 | Hällristning                |              | Svenneby, Bohuslän  |       | 58.534170, 11.307502 | 10160400070001 | Ladda upp en bild av detta fornminne      |
| Svenneby 8:1                 | Hällristning                |              | Svenneby, Bohuslän  |       | 58.533791, 11.304179 | 10160400080001 | Ladda upp en bild av detta fornminne      |
| Svenneby 9:1                 | Hällristning                |              | Svenneby, Bohuslän  |       | 58.535624, 11.311829 | 10160400090001 | Ladda upp en bild av detta fornminne      |
| Svenneby 10:1                | Hällristning                |              | Svenneby, Bohuslän  |       | 58.539433, 11.319705 | 10160400100001 | Ladda upp en bild av detta fornminne      |
| Svenneby 11:1                | Hällristning                |              | Svenneby, Bohuslän  |       | 58.539861, 11.322335 | 10160400110001 | Ladda upp en bild av detta fornminne      |
| Svenneby 11:2                | Hällristning                |              | Svenneby, Bohuslän  |       | 58.539928, 11.322268 | 10160400110002 | Ladda upp en bild av detta fornminne      |
| Svenneby 12:1                | Hällristning                |              | Svenneby, Bohuslän  |       | 58.540825, 11.322699 | 10160400120001 | Ladda upp en bild av detta fornminne      |
| Svenneby 13:1                | Hällristning                |              | Svenneby, Bohuslän  |       | 58.541118, 11.322337 | 10160400130001 | Ladda upp en bild av detta fornminne      |
| Svenneby 14:1                | Hällristning                |              | Svenneby, Bohuslän  |       | 58.540028, 11.324137 | 10160400140001 | Ladda upp en bild av detta fornminne      |
| Svenneby 15:1                | Hällristning                |              | Svenneby, Bohuslän  |       | 58.539328, 11.324428 | 10160400150001 | Ladda upp en bild av detta fornminne      |
| Svenneby 16:1                | Hällristning                |              | Svenneby, Bohuslän  |       | 58.540166, 11.324320 | 10160400160001 | Ladda upp en bild av detta fornminne      |
| Svenneby 17:1                | Hällristning                |              | Svenneby, Bohuslän  |       | 58.540201, 11.324746 | 10160400170001 | Ladda upp en bild av detta fornminne      |
| Svenneby 17:2                | Hällristning                |              | Svenneby, Bohuslän  |       | 58.540120, 11.324569 | 10160400170002 | Ladda upp en bild av detta fornminne      |
| Svenneby 17:3                | Hällristning                |              | Svenneby, Bohuslän  |       | 58.540175, 11.324579 | 10160400170003 | Ladda upp en bild av detta fornminne      |
| Svenneby 18:1                | Hällristning                |              | Svenneby, Bohuslän  |       | 58.538686, 11.321290 | 10160400180001 | Ladda upp en bild av detta fornminne      |
| Svenneby 19:1                | Hällristning                |              | Svenneby, Bohuslän  |       | 58.537415, 11.323674 | 10160400190001 | Ladda upp en bild av detta fornminne      |
| Svenneby 19:2                | Hällristning                |              | Svenneby, Bohuslän  |       | 58.537379, 11.323866 | 10160400190002 | Ladda upp en bild av detta fornminne      |
| Svenneby 19:3                | Hällristning                |              | Svenneby, Bohuslän  |       | 58.537574, 11.323365 | 10160400190003 | Ladda upp en bild av detta fornminne      |
| Svenneby 19:4                | Hällristning                |              | Svenneby, Bohuslän  |       | 58.537438, 11.323479 | 10160400190004 | Ladda upp en bild av detta fornminne      |
| Svenneby 19:5                | Hällristning                |              | Svenneby, Bohuslän  |       | 58.537410, 11.323317 | 10160400190005 | Ladda upp en bild av detta fornminne      |
| Svenneby 20:1                | Hällristning                |              | Svenneby, Bohuslän  |       | 58.536943, 11.323699 | 10160400200001 | Ladda upp en bild av detta fornminne      |
| Svenneby 21:1                | Hällristning                |              | Svenneby, Bohuslän  |       | 58.536983, 11.327445 | 10160400210001 | Ladda upp en bild av detta fornminne      |
| Svenneby 21:2                | Hällristning                |              | Svenneby, Bohuslän  |       | 58.536992, 11.327152 | 10160400210002 | Ladda upp en bild av detta fornminne      |
| Svenneby 22:1                | Hällristning                |              | Svenneby, Bohuslän  |       | 58.536177, 11.324761 | 10160400220001 | Ladda upp en bild av detta fornminne      |
| Svenneby 22:2                | Hällristning                |              | Svenneby, Bohuslän  |       | 58.536183, 11.324948 | 10160400220002 | Ladda upp en bild av detta fornminne      |
| Svenneby 22:3                | Hällristning                |              | Svenneby, Bohuslän  |       | 58.536070, 11.325019 | 10160400220003 | Ladda upp en bild av detta fornminne      |
| Svenneby 22:4                | Hällristning                |              | Svenneby, Bohuslän  |       | 58.536117, 11.324956 | 10160400220004 | Ladda upp en bild av detta fornminne      |
| Svenneby 23:1                | Hällristning                |              | Svenneby, Bohuslän  |       | 58.541053, 11.319800 | 10160400230001 | Ladda upp en bild av detta fornminne      |
| Svenneby 24:1                | Hällristning                |              | Svenneby, Bohuslän  |       | 58.538744, 11.322264 | 10160400240001 | Ladda upp en bild av detta fornminne      |
| Svenneby 25:1                | Hällristning                |              | Svenneby, Bohuslän  |       | 58.537806, 11.322945 | 10160400250001 | Ladda upp en bild av detta fornminne      |
| Svenneby 26:1                | Hällristning                |              | Svenneby, Bohuslän  |       | 58.535767, 11.325684 | 10160400260001 | Ladda upp en bild av detta fornminne      |
| Svenneby 27:1                | Hällristning                |              | Svenneby, Bohuslän  |       | 58.534197, 11.323296 | 10160400270001 | Ladda upp en bild av detta fornminne      |
| Svenneby 27:2                | Hällristning                |              | Svenneby, Bohuslän  |       | 58.534032, 11.323213 | 10160400270002 | Ladda upp en bild av detta fornminne      |
| Svenneby 27:3                | Hällristning                |              | Svenneby, Bohuslän  |       | 58.534069, 11.323518 | 10160400270003 | Ladda upp en bild av detta fornminne      |
| Svenneby 28:1                | Hällristning                |              | Svenneby, Bohuslän  |       | 58.533871, 11.323743 | 10160400280001 | Ladda upp en bild av detta fornminne      |
| Svenneby 28:2                | Hällristning                |              | Svenneby, Bohuslän  |       | 58.533893, 11.323551 | 10160400280002 | Ladda upp en bild av detta fornminne      |
| Svenneby 29:1                | Hällristning                |              | Svenneby, Bohuslän  |       | 58.523393, 11.384602 | 10160400290001 | Ladda upp en bild av detta fornminne      |
| Svenneby 29:2                | Hällristning                |              | Svenneby, Bohuslän  |       | 58.523402, 11.384484 | 10160400290002 | Ladda upp en bild av detta fornminne      |
| Svenneby 30:1                | Hällristning                |              | Svenneby, Bohuslän  |       | 58.524759, 11.348821 | 10160400300001 | Ladda upp en bild av detta fornminne      |
| Svenneby 30:2                | Hällristning                |              | Svenneby, Bohuslän  |       | 58.524784, 11.348946 | 10160400300002 | Ladda upp en bild av detta fornminne      |
| Svenneby 31:1                | Hällristning                |              | Svenneby, Bohuslän  |       | 58.521576, 11.368877 | 10160400310001 | Ladda upp en bild av detta fornminne      |
| Svenneby 31:2                | Hällristning                |              | Svenneby, Bohuslän  |       | 58.521616, 11.368979 | 10160400310002 | Ladda upp en bild av detta fornminne      |
| Svenneby 31:3                | Hällristning                |              | Svenneby, Bohuslän  |       | 58.521673, 11.368821 | 10160400310003 | Ladda upp en bild av detta fornminne      |
| Svenneby 31:4                | Hällristning                |              | Svenneby, Bohuslän  |       | 58.521727, 11.368921 | 10160400310004 | Ladda upp en bild av detta fornminne      |
| Svenneby 32:1                | Hällristning                |              | Svenneby, Bohuslän  |       | 58.523659, 11.375787 | 10160400320001 | Ladda upp en bild av detta fornminne      |
| Svenneby 32:2                | Hällristning                |              | Svenneby, Bohuslän  |       | 58.523485, 11.375151 | 10160400320002 | Ladda upp en bild av detta fornminne      |
| Svenneby 33:1                | Hällristning                |              | Svenneby, Bohuslän  |       | 58.525772, 11.388297 | 10160400330001 | Ladda upp en bild av detta fornminne      |
| Svenneby 34:1                | Hällristning                |              | Svenneby, Bohuslän  |       | 58.525671, 11.387761 | 10160400340001 | Ladda upp en bild av detta fornminne      |
| Svenneby 35:1                | Hällristning                |              | Svenneby, Bohuslän  |       | 58.524764, 11.350333 | 10160400350001 | Ladda upp en bild av detta fornminne      |
| Svenneby 35:2                | Hällristning                |              | Svenneby, Bohuslän  |       | 58.524629, 11.350111 | 10160400350002 | Ladda upp en bild av detta fornminne      |
| Svenneby 36:1                | Hällristning                |              | Svenneby, Bohuslän  |       | 58.524809, 11.350567 | 10160400360001 | Ladda upp en bild av detta fornminne      |
| Svenneby 37:1                | Hällristning                |              | Svenneby, Bohuslän  |       | 58.530316, 11.334766 | 10160400370001 | Ladda upp en bild av detta fornminne      |
| Svenneby 39:1                | Hällristning                |              | Svenneby, Bohuslän  |       | 58.530520, 11.332782 | 10160400390001 | Ladda upp en bild av detta fornminne      |
| Svenneby 40:1                | Hällristning                |              | Svenneby, Bohuslän  |       | 58.533265, 11.324199 | 10160400400001 | Ladda upp en bild av detta fornminne      |
| Svenneby 41:1                | Hällristning                |              | Svenneby, Bohuslän  |       | 58.509249, 11.343751 | 10160400410001 | Ladda upp en bild av detta fornminne      |
| Svenneby 42:1                | Hällristning                |              | Svenneby, Bohuslän  |       | 58.508211, 11.345610 | 10160400420001 | Ladda upp en bild av detta fornminne      |
| Svenneby 43:1                | Hällristning                |              | Svenneby, Bohuslän  |       | 58.508251, 11.346153 | 10160400430001 | Ladda upp en bild av detta fornminne      |
| Svenneby 43:2                | Hällristning                |              | Svenneby, Bohuslän  |       | 58.508217, 11.345987 | 10160400430002 | Ladda upp en bild av detta fornminne      |
| Svenneby 43:3                | Hällristning                |              | Svenneby, Bohuslän  |       | 58.508325, 11.346113 | 10160400430003 | Ladda upp en bild av detta fornminne      |
| Svenneby 44:1                | Hällristning                |              | Svenneby, Bohuslän  |       | 58.507734, 11.345390 | 10160400440001 | Ladda upp en bild av detta fornminne      |
| Svenneby 45:1                | Hällristning                |              | Svenneby, Bohuslän  |       | 58.507440, 11.345228 | 10160400450001 | Ladda upp en bild av detta fornminne      |
| Svenneby 46:1                | Hällristning                |              | Svenneby, Bohuslän  |       | 58.511071, 11.346310 | 10160400460001 | Ladda upp en bild av detta fornminne      |
| Svenneby 50:1                | Hällristning                |              | Svenneby, Bohuslän  |       | 58.510057, 11.346368 | 10160400500001 | Ladda upp en bild av detta fornminne      |
| Svenneby 51:1                | Hällristning                |              | Svenneby, Bohuslän  |       | 58.512647, 11.345227 | 10160400510001 | Ladda upp en bild av detta fornminne      |
| Svenneby 52:1                | Hällristning                |              | Svenneby, Bohuslän  |       | 58.510633, 11.342643 | 10160400520001 | Ladda upp en bild av detta fornminne      |
| Svenneby 53:1                | Hällristning                |              | Svenneby, Bohuslän  |       | 58.509812, 11.341759 | 10160400530001 | Ladda upp en bild av detta fornminne      |
| Svenneby 54:1                | Hällristning                |              | Svenneby, Bohuslän  |       | 58.510440, 11.352586 | 10160400540001 | Ladda upp en bild av detta fornminne      |
| Svenneby 56:1                | Hällristning                |              | Svenneby, Bohuslän  |       | 58.512260, 11.359254 | 10160400560001 | Ladda upp en bild av detta fornminne      |
| Svenneby 57:1                | Hällristning                |              | Svenneby, Bohuslän  |       | 58.512079, 11.360380 | 10160400570001 | Ladda upp en bild av detta fornminne      |
| Svenneby 59:1                | Hällristning                |              | Svenneby, Bohuslän  |       | 58.512026, 11.362759 | 10160400590001 | Ladda upp en bild av detta fornminne      |
| Svenneby 60:1                | Hällristning                |              | Svenneby, Bohuslän  |       | 58.503577, 11.345968 | 10160400600001 | Ladda upp en bild av detta fornminne      |
| Svenneby 61:1                | Hällristning                |              | Svenneby, Bohuslän  |       | 58.502123, 11.346910 | 10160400610001 | Ladda upp en bild av detta fornminne      |
| Svenneby 62:1                | Hällristning                |              | Svenneby, Bohuslän  |       | 58.502921, 11.340082 | 10160400620001 | Ladda upp en bild av detta fornminne      |
| Svenneby 63:1                | Hällristning                |              | Svenneby, Bohuslän  |       | 58.505325, 11.338074 | 10160400630001 | Ladda upp en bild av detta fornminne      |
| Svenneby 64:1                | Hällristning                |              | Svenneby, Bohuslän  |       | 58.497525, 11.334000 | 10160400640001 | Ladda upp en bild av detta fornminne      |
| Svenneby 64:2                | Hällristning                |              | Svenneby, Bohuslän  |       | 58.497581, 11.333804 | 10160400640002 | Ladda upp en till bild av detta fornminne |
| Svenneby 64:3                | Hällristning                |              | Svenneby, Bohuslän  |       | 58.497416, 11.334702 | 10160400640003 | Ladda upp en bild av detta fornminne      |
| Svenneby 65:1                | Hällristning                |              | Svenneby, Bohuslän  |       | 58.497927, 11.333930 | 10160400650001 | Ladda upp en till bild av detta fornminne |
| Svenneby 65:2                | Hällristning                |              | Svenneby, Bohuslän  |       | 58.498017, 11.334176 | 10160400650002 | Ladda upp en bild av detta fornminne      |
| Svenneby 66:1                | Hällristning                |              | Svenneby, Bohuslän  |       | 58.498252, 11.330929 | 10160400660001 | Ladda upp en bild av detta fornminne      |
| Svenneby 67:1                | Hällristning                |              | Svenneby, Bohuslän  |       | 58.504134, 11.326711 | 10160400670001 | Ladda upp en bild av detta fornminne      |
| Svenneby 68:1                | Hällristning                |              | Svenneby, Bohuslän  |       | 58.503460, 11.345745 | 10160400680001 | Ladda upp en bild av detta fornminne      |
| Svenneby 69:1                | Hällristning                |              | Svenneby, Bohuslän  |       | 58.503870, 11.348278 | 10160400690001 | Ladda upp en bild av detta fornminne      |
| Svenneby 70:1                | Hällristning                |              | Svenneby, Bohuslän  |       | 58.516267, 11.356347 | 10160400700001 | Ladda upp en bild av detta fornminne      |
| Svenneby 71:1                | Hällristning                |              | Svenneby, Bohuslän  |       | 58.518667, 11.366221 | 10160400710001 | Ladda upp en bild av detta fornminne      |
| Svenneby 72:1                | Hällristning                |              | Svenneby, Bohuslän  |       | 58.517063, 11.367066 | 10160400720001 | Ladda upp en bild av detta fornminne      |
| Svenneby 73:1                | Hällristning                |              | Svenneby, Bohuslän  |       | 58.516500, 11.367145 | 10160400730001 | Ladda upp en bild av detta fornminne      |
| Svenneby 73:2                | Hällristning                |              | Svenneby, Bohuslän  |       | 58.516283, 11.367348 | 10160400730002 | Ladda upp en bild av detta fornminne      |
| Svenneby 76:1                | Stensättning                |              | Svenneby, Bohuslän  |       | 58.524505, 11.325167 | 10160400760001 | Ladda upp en bild av detta fornminne      |
| Svenneby 101:1               | Röse                        |              | Svenneby, Bohuslän  |       | 58.537650, 11.325026 | 10160401010001 | Ladda upp en bild av detta fornminne      |
| Svenneby 102:1               | Röse                        |              | Svenneby, Bohuslän  |       | 58.499204, 11.291967 | 10160401020001 | Ladda upp en bild av detta fornminne      |
| Svenneby 103:1               | Röse                        |              | Svenneby, Bohuslän  |       | 58.499306, 11.288812 | 10160401030001 | Ladda upp en bild av detta fornminne      |
| Svenneby 104:1               | Röse                        |              | Svenneby, Bohuslän  |       | 58.500733, 11.285326 | 10160401040001 | Ladda upp en bild av detta fornminne      |
| Svenneby 105:1               | Röse                        |              | Svenneby, Bohuslän  |       | 58.501531, 11.296578 | 10160401050001 | Ladda upp en bild av detta fornminne      |
| Svenneby 107:1               | Röse                        |              | Svenneby, Bohuslän  |       | 58.505687, 11.283757 | 10160401070001 | Ladda upp en bild av detta fornminne      |
| Svenneby 109:1               | Röse                        |              | Svenneby, Bohuslän  |       | 58.512246, 11.286237 | 10160401090001 | Ladda upp en bild av detta fornminne      |
| Svenneby 110:1               | Röse                        |              | Svenneby, Bohuslän  |       | 58.513766, 11.303609 | 10160401100001 | Ladda upp en bild av detta fornminne      |
| Svenneby 111:1               | Röse                        |              | Svenneby, Bohuslän  |       | 58.516210, 11.299566 | 10160401110001 | Ladda upp en bild av detta fornminne      |
| Svenneby 112:1               | Röse                        |              | Svenneby, Bohuslän  |       | 58.519767, 11.265063 | 10160401120001 | Ladda upp en bild av detta fornminne      |
| Svenneby 113:1               | Röse                        |              | Svenneby, Bohuslän  |       | 58.520837, 11.263657 | 10160401130001 | Ladda upp en bild av detta fornminne      |
| Svenneby 114:1               | Röse                        |              | Svenneby, Bohuslän  |       | 58.513690, 11.284532 | 10160401140001 | Ladda upp en bild av detta fornminne      |
| Svenneby 114:2               | Stensättning                |              | Svenneby, Bohuslän  |       | 58.513534, 11.284722 | 10160401140002 | Ladda upp en bild av detta fornminne      |
| Svenneby 115:1               | Stensättning                |              | Svenneby, Bohuslän  |       | 58.532745, 11.288631 | 10160401150001 | Ladda upp en bild av detta fornminne      |
| Svenneby 115:2               | Stensättning                |              | Svenneby, Bohuslän  |       | 58.532836, 11.288396 | 10160401150002 | Ladda upp en bild av detta fornminne      |
| Svenneby 116:1               | Hög                         |              | Svenneby, Bohuslän  |       | 58.535291, 11.307985 | 10160401160001 | Ladda upp en bild av detta fornminne      |
| Svenneby 117:1               | Stenkammargrav              |              | Svenneby, Bohuslän  |       | 58.534850, 11.311769 | 10160401170001 | Ladda upp en bild av detta fornminne      |
| Påls hus (Svenneby 118:1)    | Stenkammargrav              |              | Svenneby, Bohuslän  |       | 58.532974, 11.310467 | 10160401180001 | Ladda upp en till bild av detta fornminne |
| Svenneby 119:1               | Röse                        |              | Svenneby, Bohuslän  |       | 58.538572, 11.316766 | 10160401190001 | Ladda upp en bild av detta fornminne      |
| Svenneby 120:1               | Röse                        |              | Svenneby, Bohuslän  |       | 58.539465, 11.305449 | 10160401200001 | Ladda upp en bild av detta fornminne      |
| Svenneby 121:1               | Hög                         |              | Svenneby, Bohuslän  |       | 58.534174, 11.304098 | 10160401210001 | Ladda upp en bild av detta fornminne      |
| Svenneby 121:2               | Hög                         |              | Svenneby, Bohuslän  |       | 58.534061, 11.304198 | 10160401210002 | Ladda upp en bild av detta fornminne      |
| Svenneby 123:1               | Röse                        |              | Svenneby, Bohuslän  |       | 58.521001, 11.301560 | 10160401230001 | Ladda upp en bild av detta fornminne      |
| Svenneby 124:1               | Röse                        |              | Svenneby, Bohuslän  |       | 58.523953, 11.305531 | 10160401240001 | Ladda upp en bild av detta fornminne      |
| Svenneby 125:1               | Röse                        |              | Svenneby, Bohuslän  |       | 58.524888, 11.309627 | 10160401250001 | Ladda upp en bild av detta fornminne      |
| Svenneby 126:1               | Stensättning                |              | Svenneby, Bohuslän  |       | 58.488392, 11.291755 | 10160401260001 | Ladda upp en bild av detta fornminne      |
| Svenneby 126:2               | Röse                        |              | Svenneby, Bohuslän  |       | 58.488169, 11.292043 | 10160401260002 | Ladda upp en bild av detta fornminne      |
| Svenneby 127:1               | Röse                        |              | Svenneby, Bohuslän  |       | 58.487282, 11.296556 | 10160401270001 | Ladda upp en bild av detta fornminne      |
| Svenneby 128:1               | Röse                        |              | Svenneby, Bohuslän  |       | 58.486391, 11.298254 | 10160401280001 | Ladda upp en bild av detta fornminne      |
| Svenneby 129:1               | Röse                        |              | Svenneby, Bohuslän  |       | 58.493038, 11.301575 | 10160401290001 | Ladda upp en till bild av detta fornminne |
| Svenneby 130:1               | Röse                        |              | Svenneby, Bohuslän  |       | 58.489174, 11.317147 | 10160401300001 | Ladda upp en bild av detta fornminne      |
| Svenneby 131:1               | Röse                        |              | Svenneby, Bohuslän  |       | 58.484025, 11.311771 | 10160401310001 | Ladda upp en bild av detta fornminne      |
| Svenneby 132:1               | Röse                        |              | Svenneby, Bohuslän  |       | 58.483088, 11.309475 | 10160401320001 | Ladda upp en bild av detta fornminne      |
| Svenneby 132:2               | Stensättning                |              | Svenneby, Bohuslän  |       | 58.483220, 11.309166 | 10160401320002 | Ladda upp en bild av detta fornminne      |
| Svenneby 133:1               | Röse                        |              | Svenneby, Bohuslän  |       | 58.485651, 11.319881 | 10160401330001 | Ladda upp en bild av detta fornminne      |
| Svenneby 134:1               | Stensättning                |              | Svenneby, Bohuslän  |       | 58.492272, 11.326213 | 10160401340001 | Ladda upp en till bild av detta fornminne |
| Svenneby 135:1               | Gravfält                    |              | Svenneby, Bohuslän  |       | 58.513443, 11.366010 | 10160401350001 | Ladda upp en bild av detta fornminne      |
| Svenneby 136:1               | Gravfält                    |              | Svenneby, Bohuslän  |       | 58.513973, 11.369094 | 10160401360001 | Ladda upp en till bild av detta fornminne |
| Svenneby 137:1               | Stenkammargrav              |              | Svenneby, Bohuslän  |       | 58.509906, 11.363247 | 10160401370001 | Ladda upp en bild av detta fornminne      |
| Svenneby 138:1               | Stenkammargrav              |              | Svenneby, Bohuslän  |       | 58.509492, 11.360659 | 10160401380001 | Ladda upp en till bild av detta fornminne |
| Svenneby 139:1               | Boplats                     |              | Svenneby, Bohuslän  |       | 58.303856, 11.214260 | 10160401390001 | Ladda upp en till bild av detta fornminne |
| Svenneby 140:1               | Hög                         |              | Svenneby, Bohuslän  |       | 58.510143, 11.358883 | 10160401400001 | Ladda upp en bild av detta fornminne      |
| Svenneby 140:2               | Stensättning                |              | Svenneby, Bohuslän  |       | 58.510018, 11.358677 | 10160401400002 | Ladda upp en bild av detta fornminne      |
| Svenneby 140:3               | Hög                         |              | Svenneby, Bohuslän  |       | 58.510068, 11.358344 | 10160401400003 | Ladda upp en bild av detta fornminne      |
| Svenneby 140:4               | Stensättning                |              | Svenneby, Bohuslän  |       | 58.509930, 11.358020 | 10160401400004 | Ladda upp en bild av detta fornminne      |
| Svenneby 141:1               | Gravfält                    |              | Svenneby, Bohuslän  |       | 58.514478, 11.350897 | 10160401410001 | Ladda upp en bild av detta fornminne      |
| Svenneby 143:1               | Röse                        |              | Svenneby, Bohuslän  |       | 58.520391, 11.357689 | 10160401430001 | Ladda upp en bild av detta fornminne      |
| Svenneby 146:1               | Röse                        |              | Svenneby, Bohuslän  |       | 58.523387, 11.312027 | 10160401460001 | Ladda upp en bild av detta fornminne      |
| Galgeberget (Svenneby 148:1) | Röse                        |              | Svenneby, Bohuslän  |       | 58.529834, 11.279154 | 10160401480001 | Ladda upp en bild av detta fornminne      |
| Svenneby 149:1               | Stensättning                |              | Svenneby, Bohuslän  |       | 58.530491, 11.278387 | 10160401490001 | Ladda upp en bild av detta fornminne      |
| Svenneby 150:1               | Röse                        |              | Svenneby, Bohuslän  |       | 58.525995, 11.280948 | 10160401500001 | Ladda upp en bild av detta fornminne      |
| Svenneby 151:1               | Röse                        |              | Svenneby, Bohuslän  |       | 58.516955, 11.284923 | 10160401510001 | Ladda upp en bild av detta fornminne      |
| Svenneby 157:1               | Hög                         |              | Svenneby, Bohuslän  |       | 58.506957, 11.338805 | 10160401570001 | Ladda upp en bild av detta fornminne      |
| Svenneby 157:2               | Grav markerad av sten/block |              | Svenneby, Bohuslän  |       | 58.507109, 11.338770 | 10160401570002 | Ladda upp en bild av detta fornminne      |
| Svenneby 159:1               | Gravfält                    |              | Svenneby, Bohuslän  |       | 58.531677, 11.292335 | 10160401590001 | Ladda upp en bild av detta fornminne      |
| Svenneby 162:1               | Röse                        |              | Svenneby, Bohuslän  |       | 58.520243, 11.282494 | 10160401620001 | Ladda upp en bild av detta fornminne      |
| Svenneby 176:1               | Röse                        |              | Svenneby, Bohuslän  |       | 58.512816, 11.256447 | 10160401760001 | Ladda upp en bild av detta fornminne      |
| Svenneby 177:1               | Röse                        |              | Svenneby, Bohuslän  |       | 58.510636, 11.262985 | 10160401770001 | Ladda upp en bild av detta fornminne      |
| Svenneby 177:2               | Stensättning                |              | Svenneby, Bohuslän  |       | 58.510579, 11.263164 | 10160401770002 | Ladda upp en bild av detta fornminne      |
| Svenneby 178:1               | Hög                         |              | Svenneby, Bohuslän  |       | 58.513791, 11.365637 | 10160401780001 | Ladda upp en bild av detta fornminne      |
| Svenneby 179:1               | Gravfält                    |              | Svenneby, Bohuslän  |       | 58.501852, 11.318819 | 10160401790001 | Ladda upp en bild av detta fornminne      |
| Svenneby 181:1               | Röse                        |              | Svenneby, Bohuslän  |       | 58.477663, 11.300242 | 10160401810001 | Ladda upp en bild av detta fornminne      |
| Svenneby 181:2               | Röse                        |              | Svenneby, Bohuslän  |       | 58.477749, 11.299647 | 10160401810002 | Ladda upp en bild av detta fornminne      |
| Svenneby 183:1               | Hällristning                |              | Svenneby, Bohuslän  |       | 58.539622, 11.321916 | 10160401830001 | Ladda upp en bild av detta fornminne      |
| Svenneby 186:1               | Hög                         |              | Svenneby, Bohuslän  |       | 58.506786, 11.344434 | 10160401860001 | Ladda upp en bild av detta fornminne      |
| Svenneby 188:1               | Hällristning                |              | Svenneby, Bohuslän  |       | 58.539316, 11.325426 | 10160401880001 | Ladda upp en bild av detta fornminne      |
| Svenneby 190:1               | Stensättning                |              | Svenneby, Bohuslän  |       | 58.508737, 11.341029 | 10160401900001 | Ladda upp en bild av detta fornminne      |
| Svenneby 190:2               | Stensättning                |              | Svenneby, Bohuslän  |       | 58.508581, 11.341203 | 10160401900002 | Ladda upp en bild av detta fornminne      |
| Svenneby 192:1               | Stensättning                |              | Svenneby, Bohuslän  |       | 58.505239, 11.350064 | 10160401920001 | Ladda upp en bild av detta fornminne      |
| Svenneby 193:1               | Stensättning                |              | Svenneby, Bohuslän  |       | 58.513250, 11.362328 | 10160401930001 | Ladda upp en bild av detta fornminne      |
| Svenneby 195:1               | Röse                        |              | Svenneby, Bohuslän  |       | 58.492113, 11.289284 | 10160401950001 | Ladda upp en bild av detta fornminne      |
| Svenneby 195:2               | Röse                        |              | Svenneby, Bohuslän  |       | 58.492233, 11.289371 | 10160401950002 | Ladda upp en bild av detta fornminne      |
| Svenneby 200:1               | Fiskeläge                   |              | Svenneby, Bohuslän  |       | 58.484891, 11.299581 | 10160402000001 | Ladda upp en bild av detta fornminne      |
| Svenneby 205:1               | Stensättning                |              | Svenneby, Bohuslän  |       | 58.519366, 11.261924 | 10160402050001 | Ladda upp en bild av detta fornminne      |
| Svenneby 210:2               | Fiskeläge                   |              | Svenneby, Bohuslän  |       | 58.477411, 11.301508 | 10160402100002 | Ladda upp en bild av detta fornminne      |